# 폴랴코프 작용
폴랴코프 작용(영어: Polyakov action)은 보손 끈을 비선형 시그마 모형으로 나타내는 작용이다. 난부-고토 작용과 고전적으로 동일하나, 양자화가 수월하다.

## 정의
목표 공간(target space)의 좌표는 {\displaystyle X^{\mu }}로, 끈의 세계면의 좌표는 {\displaystyle \xi ^{\alpha }}로 쓰자. 목표 공간의 계량 텐서를 {\displaystyle g_{\mu \nu }}로 쓰자. 끈의 장력을 {\displaystyle T=1/2\pi \alpha '}로 쓰자.
폴랴코프 작용은 세계면의 계량 텐서 {\displaystyle h_{\alpha \beta }}와 세계면 좌표에서 목표 공간으로의 매장 (embedding) {\displaystyle X^{\mu }(\xi ^{\alpha })}에 대한 범함수로, 다음과 같다.
{\displaystyle S_{\text{Polyakov}}[h_{\alpha \beta },X^{\mu }]=-{\frac {1}{2}}T\int \mathrm {d} ^{2}\xi \;{\sqrt {-\det h}}h^{\alpha \beta }g_{\mu \nu }X_{,\alpha }^{\mu }X_{,\beta }^{\nu }}.

## 대칭
폴랴코프 작용은 다음과 같은 세 대칭을 지닌다.
- 목표 공간의 로런츠 대칭 (목표 공간이 민코프스키 공간인 경우)
- 세계면 위의 미분동형사상 불변성
- 바일 불변성

이 가운데 로런츠 대칭을 제외한 나머지 두 대칭은 게이지 대칭이다. 즉, 물리적인 의미를 갖지 않는다.
게이지 대칭을 고정시켜 세계면 계량 텐서를
{\displaystyle h_{\alpha \beta }={\begin{pmatrix}-1&0\\0&1\end{pmatrix}}}
의 꼴로 놓을 수 있다. 이 게이지 조건을 등각 게이지 조건(conformal gauge condition)이라고 한다. 등각 게이지에서 폴랴코프 작용은 다음과 같다.
{\displaystyle S={\frac {1}{2}}T\int \mathrm {d} ^{2}\xi \;g_{\mu \nu }({\dot {X}}^{\mu }{\dot {X}}^{\nu }-X'^{\mu }X'^{\nu })}.
여기서 {\displaystyle {\dot {A}}=\partial A/\partial \sigma ^{0}}, {\displaystyle A'=\partial A/\partial \sigma ^{1}}이다.

## 운동 방정식
등각 게이지 폴랴코프 작용의 오일러-라그랑주 방정식은 다음과 같이 단순한 파동 방정식이다.
{\displaystyle ({\ddot {X}}-X'')^{\mu }=0.}
여기에 게이지 고정을 위한 구속 조건(constraint)을 부여하여야 한다. 보조장 {\displaystyle h_{\alpha \beta }}에 대한 오일러-라그랑주 방정식은 다음과 같다.
{\displaystyle 0={\frac {1}{\sqrt {-h}}}{\frac {\delta }{\delta h^{\alpha \beta }}}{\sqrt {-h}}h^{\gamma \delta }X_{,\gamma }\cdot X_{,\delta }=X_{,\alpha }\cdot X_{,\beta }-{\frac {1}{2}}X_{,\gamma }\cdot X_{,\delta }h^{\gamma \delta }h_{\alpha \beta }}.
등각 게이지에서는 이는 다음과 같다.
{\displaystyle 0={\dot {X}}^{2}+X'^{2}}
{\displaystyle 0={\dot {X}}\cdot X'}.
이들은 에너지-운동량 텐서 {\displaystyle T}가 사라지는 것과 동등하며, 이를 방식 전개하면 비라소로 대수를 얻는다. 이는 양자화한 뒤 (연산자 순서에 대한 모호함을 제외하고는) 실재하는 상태에 대한 구속으로 적용하여야 한다.

## 폴랴코프 경로 적분
고전적 폴랴코프 작용을 양자화하려면 경로 적분에 넣어야 한다. 이를 폴랴코프 경로 적분(Polyakov path integral)이라고 한다. 즉 (윅 회전을 하면) 그 분배 범함수는 다음과 같다.
{\displaystyle Z=\int dX\;dh\;\exp(-S[X,h])}
여기서 {\displaystyle S[X,g]}는 좌표({\displaystyle X})와 세계면 계량 텐서({\displaystyle h})에 따르는 (유클리드) 폴랴코프 작용이다. 그러나 이는 미분동형사상 및 바일 변환이라는 게이지 대칭을 지니므로, 게이지를 고정시켜야 한다. 예를 들어 등각 게이지를 적용하여 (국소적으로) 계량 텐서를 단위행렬({\displaystyle h_{\alpha \beta }=\delta _{\alpha \beta }})로 놓자. 게이지를 고정시키면 이에 따라 파데예프-포포프 유령장이 생기는데, 그 작용은 다음과 같다.
{\displaystyle S_{g}={\frac {1}{4\pi }}\int d^{2}z\;b^{ab}(\partial _{a}c_{b}+\partial _{b}c_{a}-g_{ab}\partial _{c}a^{c})}
여기서 {\displaystyle c^{a}}는 벡터 유령, {\displaystyle b^{ab}}는 무(無)대각합 대칭텐서 유령이다. 이를 {\displaystyle bc} 계({\displaystyle bc} system)이라고 하며, 보존 끈의 임계 차원(D=26)의 계산에 중요한 역할을 한다. (대략, 바일 변칙을 없애기 위하여 적절한 수의 실재하는 마당 {\displaystyle X}로 {\displaystyle bc} 계의 비라소로 중앙원소를 상쇄하여야 한다.) 반면 초끈의 경우는 보존 끈의 게이지 대칭 밖에 초대칭이 있으므로, 이에 해당하는 유령인 {\displaystyle \beta \gamma } 계가 필요하다. 이에 따라 초끈의 임계 차원은 D=10이다.

## 역사
폴랴코프 작용은 라르스 브링크 (Lars Brink), 파올로 디베키아 (Paolo Di Vecchia), 폴 호 (Paul S. Howe), 스탠리 데서 (Stanley Deser), 브루노 추미노 가 1976년에 도입하였다. 알렉산드르 마르코비치 폴랴코프가 이를 이용한 경로 적분을 도입하였다.

## 같이 보기
- D-막
- 아인슈타인-힐베르트 작용